# Gare de Boulogne-Tintelleries
Pour les articles homonymes, voir Gare de Boulogne.
La gare de Boulogne-Tintelleries est une gare ferroviaire française de la ligne de Boulogne-Ville à Calais-Maritime, située près du square des Tintelleries, dans le centre-ville de Boulogne-sur-Mer, sous-préfecture du département du Pas-de-Calais, en région Hauts-de-France. C'est la seconde gare de la ville, la principale étant la celle de Boulogne-Ville.
Un simple arrêt voyageurs pour trains légers est mis en service en 1888, par la Compagnie des chemins de fer du Nord, qui le transforme en halte en 1892 et fait édifier une gare ouverte en 1893. Le bâtiment voyageurs d'origine est toujours présent et en service.
C'est une gare de la Société nationale des chemins de fer français (SNCF), desservie par des trains du réseau TER Hauts-de-France.

## Situation ferroviaire

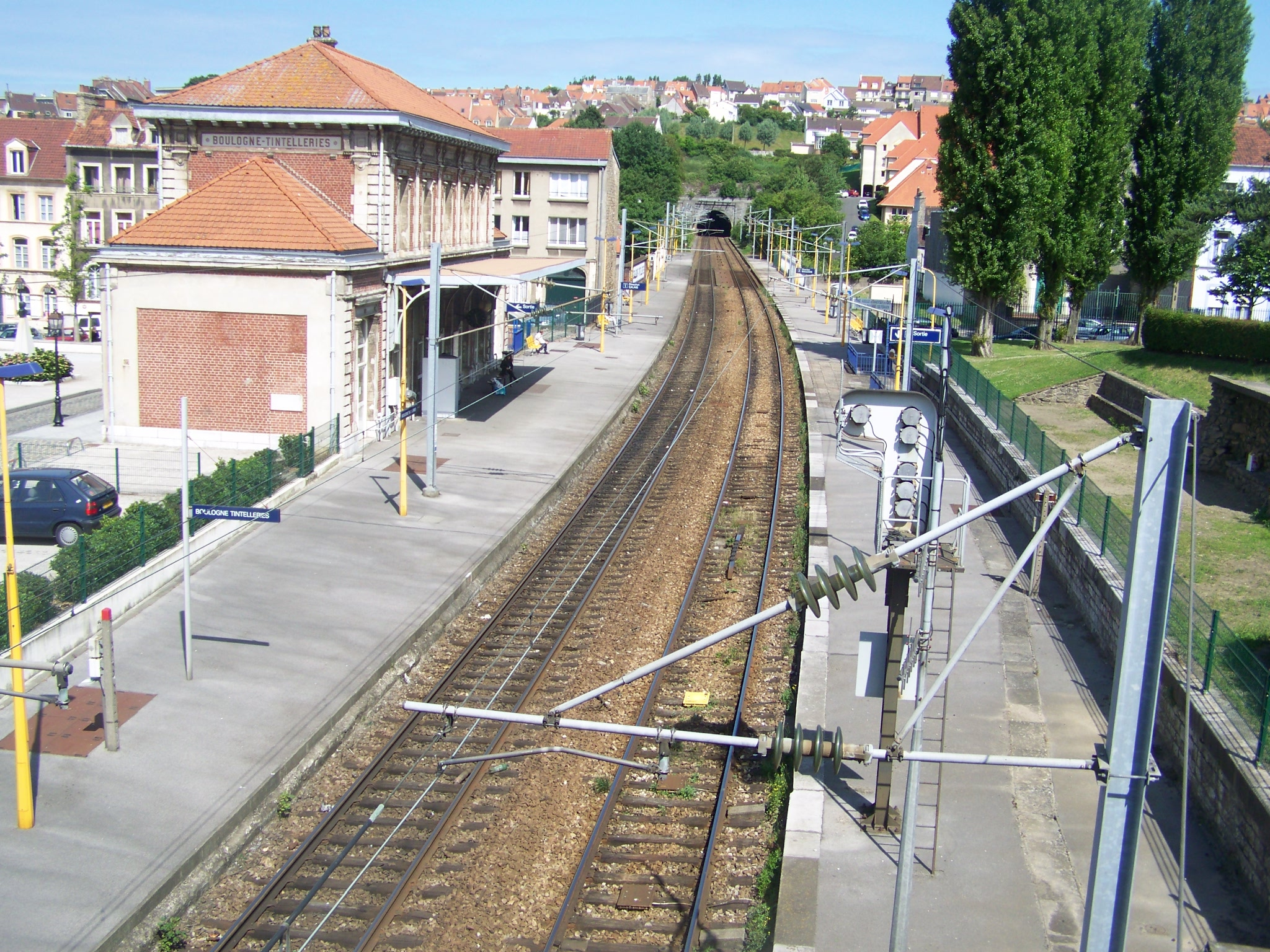
Vue d'ensemble de la gare, depuis le pont de la rue Dutertre. L'entrée du tunnel d'Odre est au fond.

Établie à 19 mètres d'altitude, la gare de Boulogne-Tintelleries est située au point kilométrique (PK) 254,917 de la ligne de Boulogne-Ville à Calais-Maritime, entre les gares ouvertes de Boulogne-Ville et de Wimille - Wimereux.
Elle est établie sur un palier, entre le « tunnel de Hauteville » (dit aussi « tunnel de la Citadelle »), long de 500 mètres, et le « tunnel d'Odre », long de 960 mètres.

## Histoire

### Demandes d'ouverture d'une halte
En 1866, les travaux de la construction de la ligne sont au stade des finitions sur le site situé entre les tunnels de Hauteville et d'Ordre. En mai, le passage dans le jardin des Tintelleries est déjà aménagé et les ouvriers effectuent le montage du pont métallique situé au niveau de la frondaison des Ormes du boulevard de la Tintellerie. Ce pont viaduc est presque terminé en juillet et il passe avec succès l'épreuve du fléchissement avant l'ouverture de la ligne le 7 janvier 1867. Dès la mise en circulation des trains, des curieux se retrouvent au passage à niveau de la rue Basse des Tintelleries. Le site entre le jardin et le passage à niveau avait donné lieu à une demande de la ville pour l'installation d'une petite station pour des voyageurs sans bagages, car cela aurait facilité l'accès aux trains pour les habitants de la haute-ville et d'une importante partie de la basse-ville. Cette demande avait été refusée par la Compagnie des chemins de fer du Nord du fait d'un coût trop élevé. Dans son édition du 10 janvier 1867, le journal La Colonne relance l'idée en incitant la ville à participer financièrement à cette implantation.
Le 21 août 1874, le Conseil général du département, reprend l'idée émise en 1867, en émettant un vœu pour l'établissement d'une halte, pour des voyageurs sans bagages, au passage à niveau des Tintelleries. Il faut attendre quatre ans pour que la Compagnie réponde négativement le 8 octobre 1878. Elle indique avoir fait une « étude sérieuse », mais qu'outre le fait que cette halte n'aura que peu d'utilité, elle constate que « les conditions techniques du profil de la ligne ne permettent pas d'établir un arrêt de train au point proposé ». Le vœu est renouvelé le 23 août 1879, en précisant que le refus de la Compagnie vient du fait qu'elle considère comme dangereux d'établir une halte sur un palier de cent mètres entre deux tunnels. Bien qu'il y ait de nouveau un refus du fait d'une « pente trop rapide du palier » le Conseil d'arrondissement de Boulogne renouvelle ce vœu qui est adopté lors de la séance du 18 août 1880.

### Ouverture de l'arrêt des Tintelleries
Le Conseil d'arrondissement de Boulogne finit par faire évoluer sa demande. Lors de la séance du 21 août 1888, le Conseil général renouvelle une demande de création de « trains-tramways » sur plusieurs lignes et notamment celle de Boulogne à Calais, où est précisé qu'il demande, entre autres, un arrêt aux Tintelleries. Le Ministre des travaux publics répond, le 3 janvier 1889, que l'inspection faite par les ingénieurs du contrôle a conclu qu'il y avait maintenant une desserte de l'arrêt du passage à niveau des Tintelleries.

### Transformation en halte
Le 19 août 1891, le conseil général émet un vœu pour la transformation de l'arrêt pour les trains légers en halte. Le 29 décembre 1891, le Ministre approuve le projet présenté. La nouvelle halte permet l'accueil des voyageurs avec bagages et d'effectuer l'enregistrement de petits colis.

### La gare des Tintelleries
La Compagnie du Nord fait finalement édifier une gare pour les voyageurs aux Tintelleries, c'est l'inspecteur principal Reygondaud qui dirige les travaux, elle comprend notamment un bâtiment voyageurs et une passerelle. La nouvelle gare est mise en service le 1er mai 1893.
Dans le même temps, la desserte de la gare est améliorée, notamment avec le développement de la rue Faidherbe, qui relie la gare des Tintelleries au port, et qui reste aujourd'hui l'une des principales rues du centre-ville de Boulogne.
En 1910, la gare traite, en bagages : 805 tonnes arrivent et 805 tonnes sont expédiés, et en messageries : 160 arrivées et 282 expéditions. Le bâtiment de forme rectangulaire sera par la suite complété par deux ailes basses.
La passerelle métallique pour traverser les voies est détruite en 1982 et la gare est rénovée au début des années 1990.
En 2023, la SNCF estime la fréquentation annuelle de Boulogne-Tintelleries à 232 431 voyageurs.

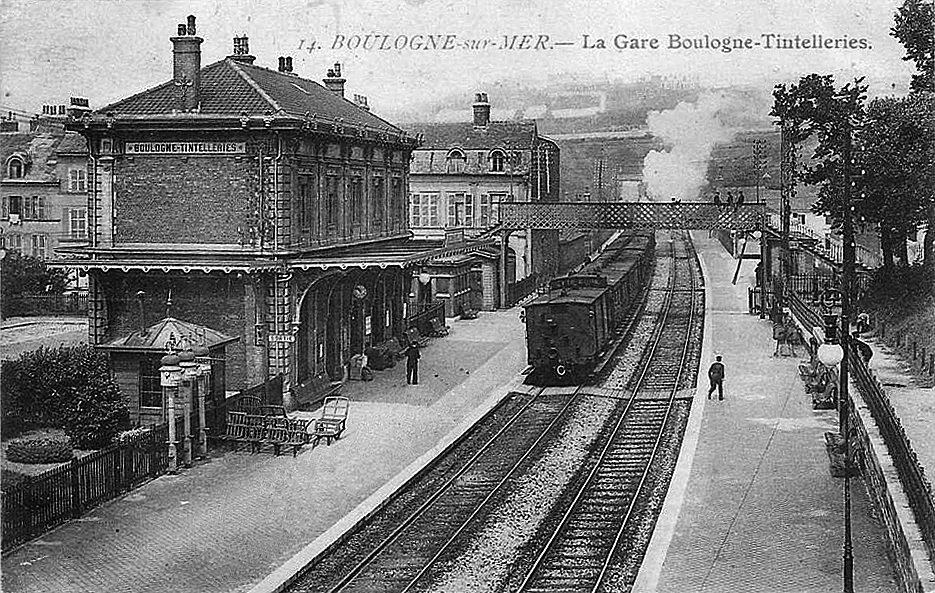
Vue d'ensemble de la gare (avec la passerelle), vers 1900.
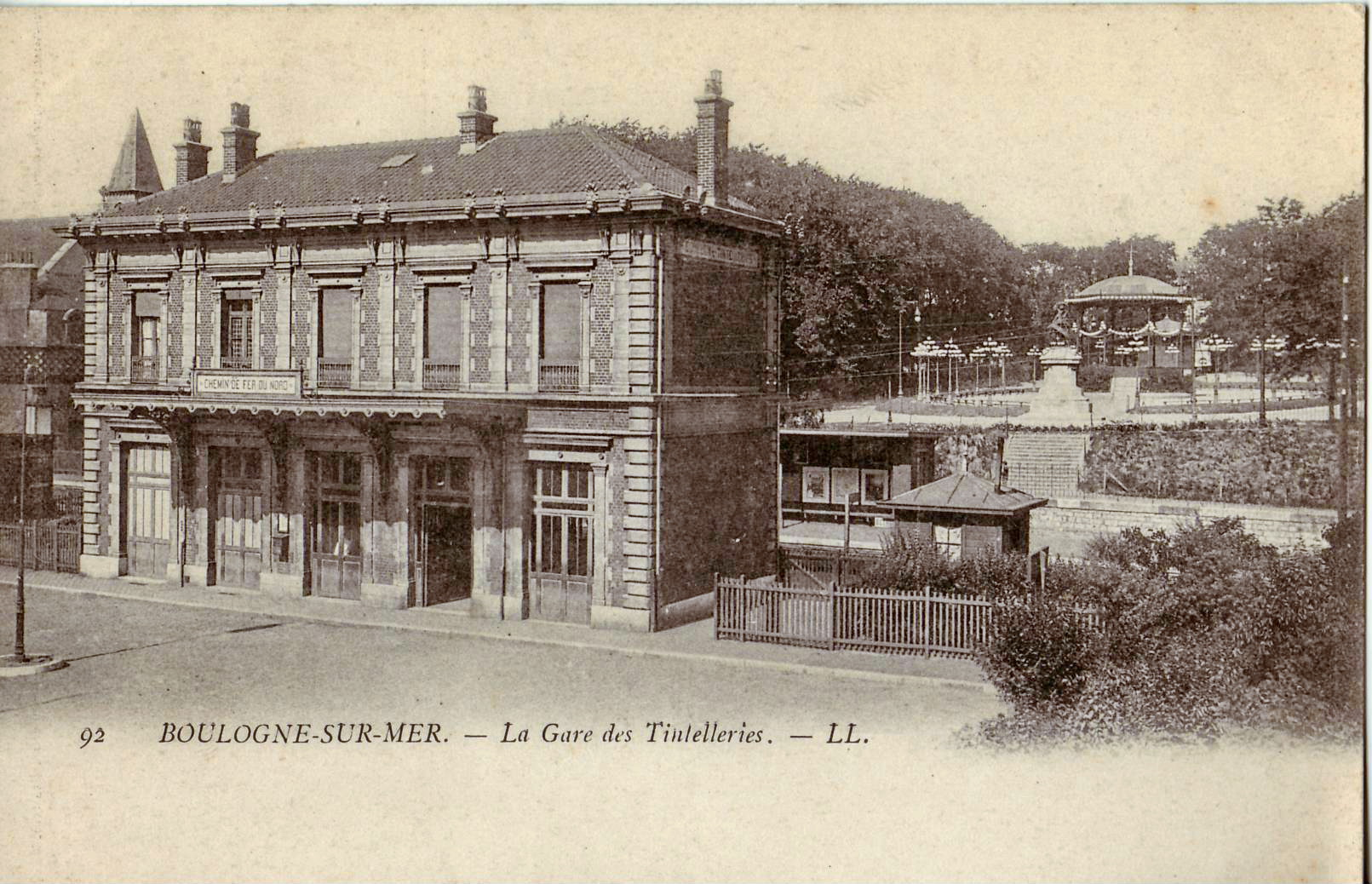
Bâtiment voyageurs et entrée de la gare, vers 1900.

## Service des voyageurs

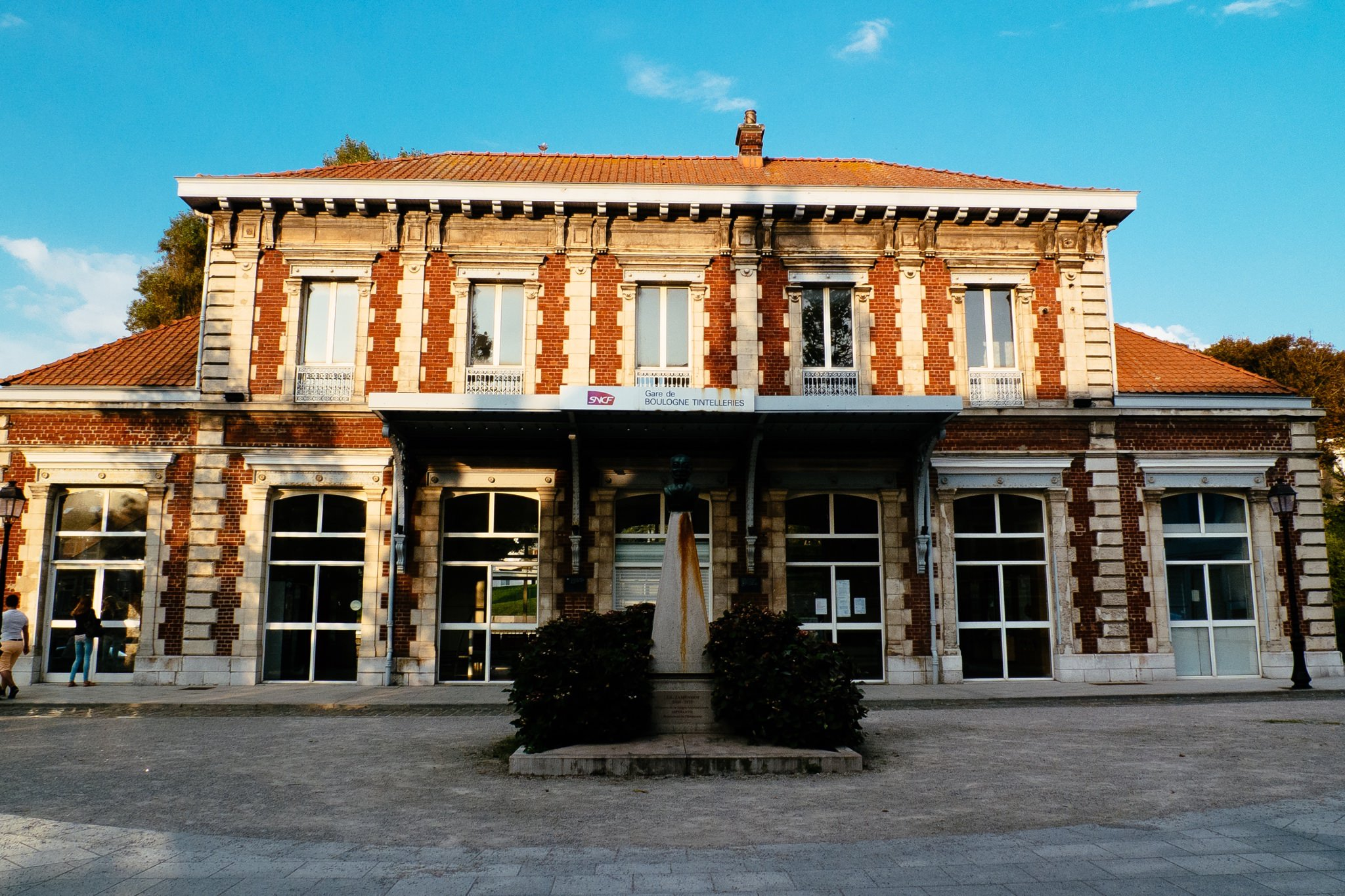
La façade du bâtiment voyageurs.

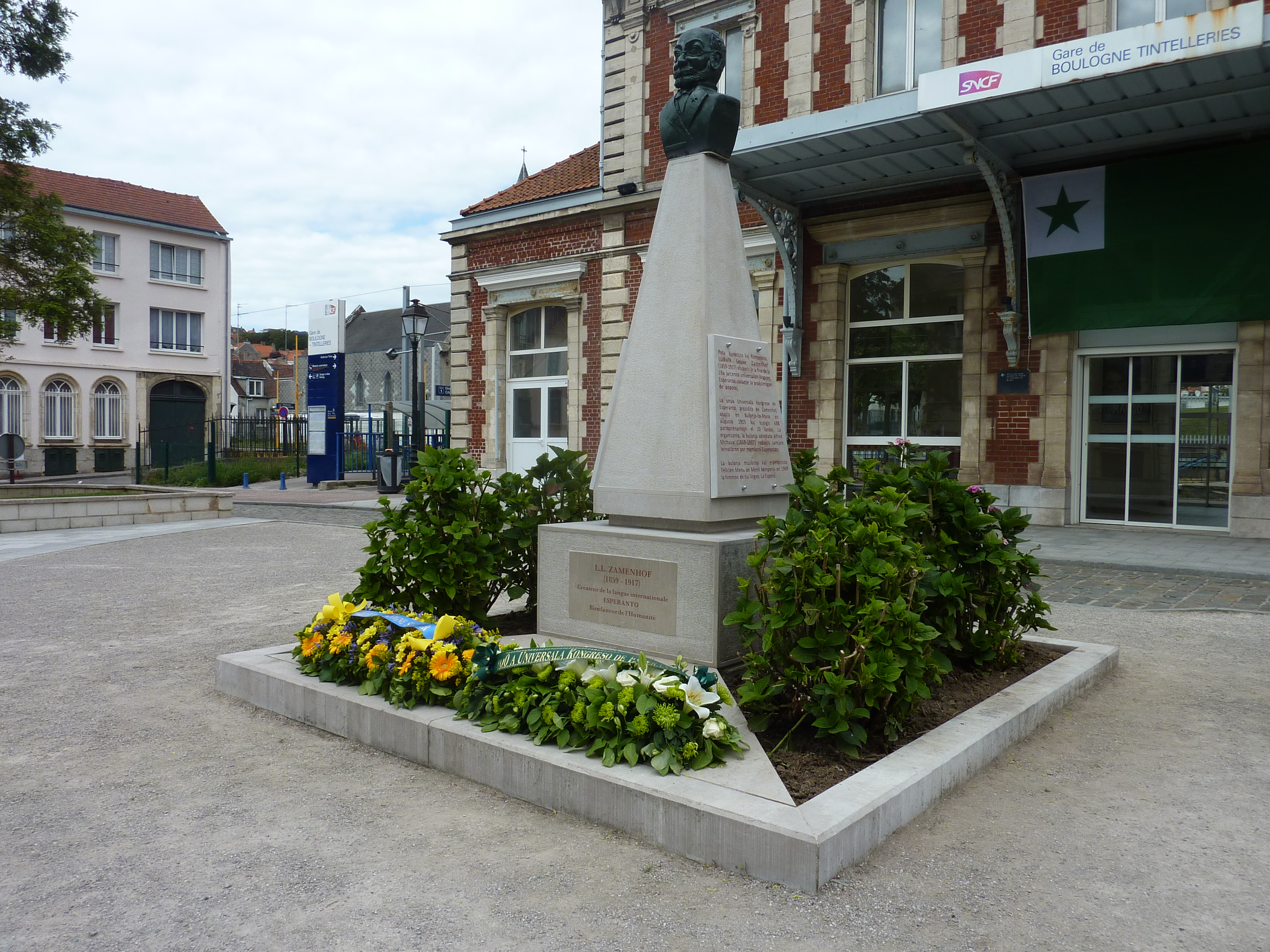
Buste du Dr Zamenhof, devant la gare.

### Accueil
Gare de la SNCF, elle dispose d'un bâtiment voyageurs, avec guichet, ouvert du lundi au vendredi et fermé les samedis, dimanches et jours fériés. Elle est équipée d'automates pour l'achat de titres de transport.
Un souterrain, avec des escaliers équipés de rampes pour les vélos, permet la traversée des voies et le passage d'un quai à l'autre.

### Desserte
Boulogne-Tintelleries est desservie par des trains régionaux du réseau TER Hauts-de-France, qui effectuent des liaisons entre les gares de Calais-Ville et de Boulogne-Ville, ou d'Étaples - Le Touquet, ou de Rang-du-Fliers - Verton, ou d'Amiens.

### Intermodalité
Elle est desservie par les bus des lignes B1, B2 et L du réseau Marinéo, à l'arrêt Tintelleries.
Un parc pour les vélos et un parking sont aménagés à ses abords.